# Alecsandru Puiu Tacu
Alecsandru Puiu Tacu (n. 1 noiembrie 1933, Corlăteni, județul Botoșani – d. 1 ianuarie 2005, Iași, județul Iași) a fost un economist, cercetător științific și profesor la Universitatea „Alexandru Ioan Cuza” din Iași. Profesorul Alecsandru Puiu Tacu a fost vicepreședinte al Asociației Generale a Economiștilor din România (AGER), membru fondator al Comisiei de Sisteme Fuzzy și Inteligență Artificială a Academiei Române, filiala Iași și inițiatorul ANUARULUI INSTITUTULUI DE CERCETĂRI ECONOMICE "GHEORGHE ZANE" - Iași, ce apare din anul 1992.

## Lucrări publicate
Tacu, Alecsandru Puiu; Saizu, Ioan - Paul Horia Suciu - un economist în pas cu epoca (Paul Horia Suciu - un économiste adapté a l'époque). In: AȘUI ist., 1997-1998, 44-45, p. 261-279.
Tacu, Alecsandru Puiu; Saizu, Ioan - Statistica în opera economistului Dionisie Pop Marțian (La statistique dans l'oeuvre de l'économiste Dionisie Pop Marțian). Iași, Ed. Pan Europe, 1999, 210 p.
Saizu, Ioan; Tacu, Alecsandru Puiu - Prezența finanței internaționale în economia României interbelice. O problemă de eficiență (La présence des finances internationales dans l'économie de la Roumanie de l'entre-deux-guerres. Un probleme d'efficience). In: Istoria și teoria relațiilor internaționale. Studii. Iași, 2000, p. 264-279.
Tacu, Alecsandru Puiu - 140 de ani de la apariția primelor reviste economice științifice românești (140 ans de l'édition des premieres revues économiques scientifiques roumaines). In: RRS, 2000, nr. 4, p. 59-66.
Tacu, Alecsandru Puiu, Stefan Vasile - The Method of Forming on a Hierarchy Sytem Depending on Multiple Characteristics by Using Real Ranks, Arhivat în 12 decembrie 2009, la Wayback Machine.
Tacu, Alecsandru Puiu - Consideration sur la créativité économique: Delimitations conceptuelles, caracteristiques et climat organisationel,Revista europea de dirección y economía de la empresa, ISSN 1019-6838, Vol. 2, Nº 1, 1993 , p. 73-76,
Tacu, Alecsandru Puiu - L'Hiérarchisation multicriterielle des candidats au concours pur les postes de direction et d'execution, Ponencias y comunicaciones : XI Congreso Nacional, VII Congreso Hispano-Francés, Lleida, 17, 18, 19 y 20 de junio, 1997, Vol. 2, 1997, ISBN 84-89727-42-2, pags. 125-130, 
Tacu, Alecsandru P., s.a.	- Inteligența artificială, Editura Economică, București, 1998
Coord. Tacu, Alexandru Puiu; Jaba, Elisabeta - Statistica in cercetarea economico-sociala, Editura Junimea, Iași,	2001
Tacu, Al. P., Vancea, R., Holban, Șt., Burciu, A.  – Intelligente Systeme in der Optimierung von Entscheidungen, Editura An KM Verlag,  Hann, Germania, 2003, 481 pagini, ISBN 3-9802437-6-1
Tacu, Al., P., Glăvan, V., (cordonatori), Burciu, A (cooautor) – Turism Rural. Acualitate și perspective, Editura Pan Europe, Iași, 2001, pag.260, ISBN 973-99815-2-7
Tacu, Al P., Burciu, A., Danubian D. –Ciclicity and chaos in economic life,   SIGEF, Napoly, Italia 2001, ISBN 88-495-03-17-2
Tacu, Al P., Burciu, A., Danubian D. –The use of the Irrational in the Decision Making Process,  SIGEF, Napoly, Italia 2001, p. 97-102, ISBN 88-495-03-17-2
Tacu, A.P., Burciu, A., Talabă, I., - Agroturismul în zona Cotnari – județul Iași, Turismul rural românesc, Ed. Tehnopress, Iași, 2004, pp. 115–120, ISBN 973-702-034-0
Tacu, A.P., Burciu A., Talabă I. – Potențialul de dezvoltare al turismului din comuna Ciurea, Jud. Iași, Turismul rural românesc, Ed. PIM, 2003, pag. 166-169, ISBN 973-7967-07-0
Al.P.Tacu, R. Vancea, A. Burciu, Gh. SANDU – L’elaboration du plan de financement par l’utilisation des “Systemes Expert”, SIGEF 2000, Creta, Grecia
R.Vancea, Al.P. Tacu, A. Burciu, D. Ostafe, N. Ibănescu – Pattern Recognition in economy, SIGEF 2000, Creta, Grecia
Al.P.Tacu, R. Vancea, A. Burciu, F. Iancu, R. Vancea – Hopfield networks applied in economy, SIGEF 2000, Creta, Grecia

## Premii și distincții
Pe parcursul activității sale științifice și profesionale Profesorul universitar doctor Alecsandru Puiu Tacu a primit o serie de simboluri ale recunoașterii muncii sale. 
Astfel în anul 1997 i s-a acordat Premiul «Victor Slăvescu», din partea Academiei Române, iar în 2003 i-a fost decernat titlul de Doctor Honoris Causa al Universității «Ștefan cel Mare» din Suceava. Ultimul premiu, și poate cel mai important,  a fost Premiul de Excelență pentru întreaga activitate - conferit în anul 2004, de Asociația Generală a Economiștilor din România(AGER).

## PremiulAlecsandru Puiu Tacu
Institutul de Cercetări Economice și Sociale "Gheorghe Zane" Iași, al Academiei Române, a instituit Premiul Alecsandru Puiu Tacu ce se acorda cu ocazia reuniunilor științifice, internaționale sau cu participare internațională, autorilor celor mai reprezentative lucrări din domeniul științelor economice.